# إيفا بادبيرغ
إيفا بادبيرغ (بالألمانية: Eva Padberg) 27 يناير 1980 عارضة أزياء ومغنية وممثلة ألمانية، نشطة في العديد من المشاريع الخيرية مثل قرى الأطفال SOS. عملت أيضًا سفيراً لليونيسف. منذ مايو 2007 ، مثلت إيفا مرسيدس بنز كسفير للعلامة التجارية في فعاليات الموضة وأسلوب الحياة الدولية، بما في ذلك أسبوع الموضة في مرسيدس بنز في برلين  وأسبوع مرسيدس بنز للأزياء في المكسيك.

## حياتها الشخصية
في 29 يوليو 2006 ، بعد ارتباط دام عشر سنوات، تزوجت من منتج الموسيقى نيكلاس وورغت.

## روابط خارجية
- إيفا بادبيرغ على موقع IMDb (الإنجليزية)
- إيفا بادبيرغ على موقع مونزينجر (الألمانية)
- إيفا بادبيرغ على موقع ألو سيني (الفرنسية)
- إيفا بادبيرغ على موقع ميوزك برينز (الإنجليزية)
- إيفا بادبيرغ على موقع ديسكوغز (الإنجليزية)
- إيفا بادبيرغ على موقع قاعدة بيانات الفيلم (الإنجليزية)
- إيفا بادبيرغ على موقع كينوبويسك (الروسية)
- إيفا بادبيرغ على موقع دليل عارضات الأزياء (الإنجليزية)
- Eva Padberg's official site (بالألمانية)

/(بالإنجليزية)